# Beaumont-de-Lomagne
Pour les articles homonymes, voir Beaumont.
Beaumont-de-Lomagne est une commune française située dans le sud-ouest du département de Tarn-et-Garonne, en région Occitanie.
Sur le plan historique et culturel, la commune est dans la Lomagne, une ancienne circonscription de la province de Gascogne ayant titre de vicomté, surnommée « Toscane française ».
Exposée à un climat océanique altéré, elle est drainée par la Gimone, le ruisseau de Tessonne, la Folie, l'Averan, le Galet, le ruisseau de Caravêche, le ruisseau d'en Vidalot, le ruisseau de Sasserot et par divers autres petits cours d'eau. La commune possède un patrimoine naturel remarquable composé de trois zones naturelles d'intérêt écologique, faunistique et floristique.
Beaumont-de-Lomagne est une commune rurale qui compte 3 754 habitants en 2022. Elle est dans l'unité urbaine de Beaumont-de-Lomagne et fait partie de l'aire d'attraction de Beaumont-de-Lomagne. Ses habitants sont appelés les Beaumontois ou  Beaumontoises.
Ancienne bastide fondée en 1276 connue pour ses grandes foires agricoles et la culture de l'ail blanc de Lomagne qui en ont fait sa renommée. C'est également la ville natale du célèbre mathématicien Pierre de Fermat, dont le génie a rayonné à travers les siècles.

## Géographie

### Localisation
Commune située dans la Lomagne en Pays Garonne Quercy Gascogne et Rivière-Verdun entre Auch (sud-ouest) et Montauban (nord-est) ainsi qu'entre Agen (nord-ouest) et Toulouse (sud-est).

### Communes limitrophes
Les communes limitrophes sont  Auterive, Bouillac, Comberouger, Escazeaux, Esparsac, Faudoas, Gimat, Sérignac et Vigueron.
| Esparsac | Sérignac            | Vigueron            |
| Gimat    | Beaumont-de-Lomagne | Comberouger         |
| Auterive | Faudoas             | Bouillac, Escazeaux |

| - Environnement géographique. - Beaumont-de-Lomagne et ses communes limitrophes. - Carte topographique. |

### Géologie et relief
La superficie de la commune est de 4 616 hectares ; son altitude varie de 96  à   252 mètres.

### Hydrographie

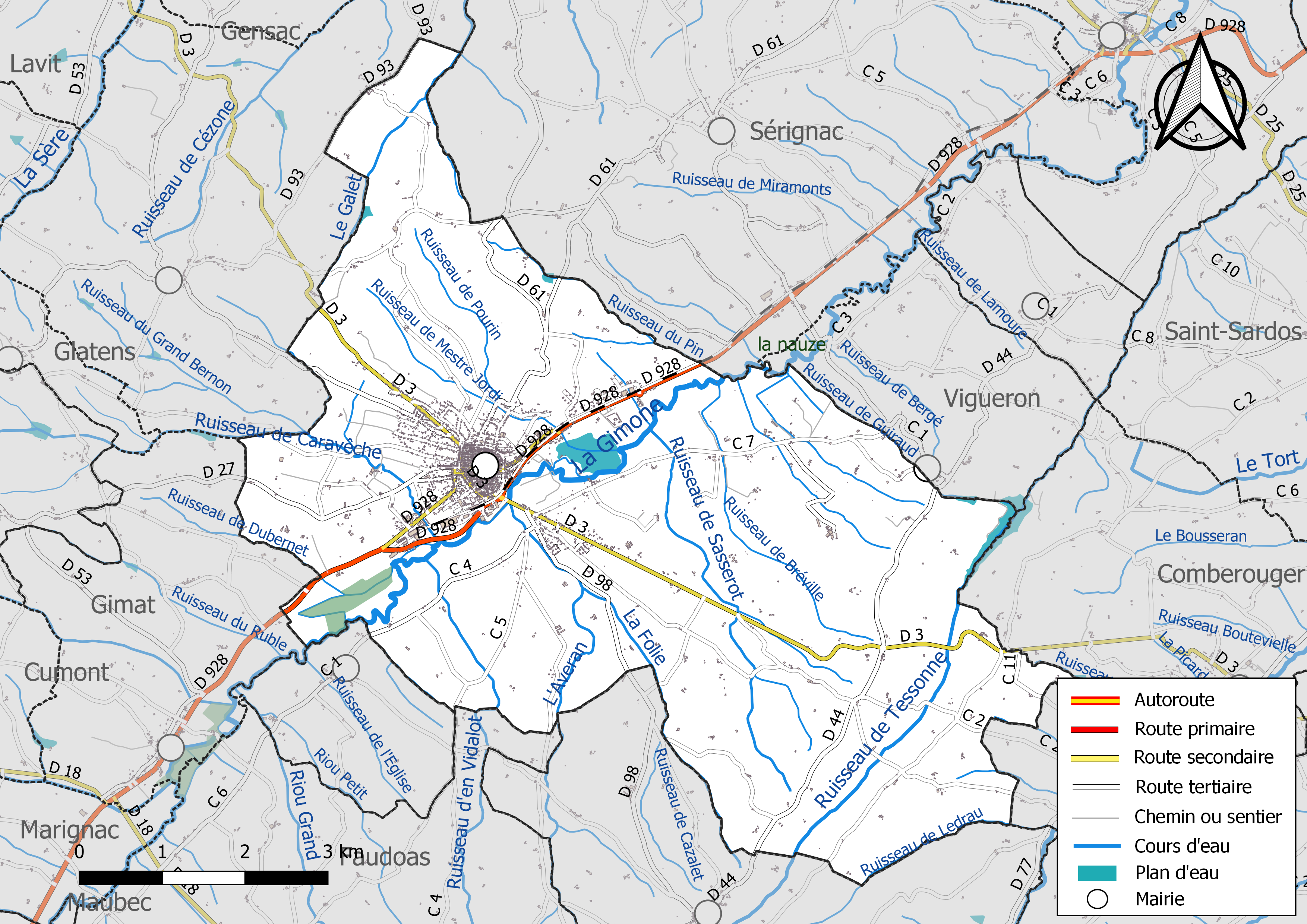
Réseaux hydrographique et routier de Beaumont-de-Lomagne.

La commune est dans le bassin versant de la Garonne, au sein du bassin hydrographique Adour-Garonne. Elle est drainée par la Gimone, le ruisseau de Tessonne, la Folie, L'Averan, le Galet, le ruisseau de Caravêche, le ruisseau d'en Vidalot, le ruisseau de Sasserot, un bras de la Gimone, un bras de la Gimone, le ruisseau de Bréville, le ruisseau de Capélas, le ruisseau de Dubernet, le ruisseau de Guiraud, et par deux petits cours d'eau, constituant un réseau hydrographique de 69 km de longueur totale,.
La Gimone, d'une longueur totale de 136 km, prend sa source dans la commune de Saint-Loup-en-Comminges et s'écoule du sud vers le nord. Elle traverse la commune et se jette dans la Garonne à Castelferrus, après avoir traversé 54 communes.
Le ruisseau de Tessonne, d'une longueur totale de 21,8 km, prend sa source dans la commune de Faudoas et s'écoule du sud-ouest vers le nord-ouest. Il traverse la commune et se jette dans la Garonne à Bourret, après avoir traversé 10 communes.

### Climat
Pour des articles plus généraux, voir Climat de l'Occitanie et Climat de Tarn-et-Garonne.
En 2010, le climat de la commune est de type climat du Bassin du Sud-Ouest, selon une étude du Centre national de la recherche scientifique s'appuyant sur une série de données couvrant la période 1971-2000. En 2020, Météo-France publie une typologie des climats de la France métropolitaine dans laquelle la commune est exposée à un climat océanique altéré et est dans la région climatique Aquitaine, Gascogne, caractérisée par une pluviométrie abondante au printemps, modérée en automne, un faible ensoleillement au printemps, un été chaud (19,5 °C), des vents faibles, des brouillards fréquents en automne et en hiver et des orages fréquents en été (15 à 20 jours).
Pour la période 1971-2000, la température annuelle moyenne est de 13,4 °C, avec une amplitude thermique annuelle de 15,4 °C. Le cumul annuel moyen de précipitations est de 746 mm, avec 10,4 jours de précipitations en janvier et 6 jours en juillet. Pour la période 1991-2020, la température moyenne annuelle observée sur la station météorologique de Météo-France la plus proche, « Sérignac », sur la commune de Sérignac à 5 km à vol d'oiseau, est de 14,0 °C et le cumul annuel moyen de précipitations est de 690,5 mm. 
La température maximale relevée sur cette station est de 42,4 °C, atteinte le 24 août 2023 ; la température minimale est de −18,9 °C, atteinte le 16 janvier 1985,,.
Les paramètres climatiques de la commune ont été estimés pour le milieu du siècle (2041-2070) selon différents scénarios d'émission de gaz à effet de serre à partir des nouvelles projections climatiques de référence DRIAS-2020. Ils sont consultables sur un site dédié publié par Météo-France en novembre 2022.

### Milieux naturels et biodiversité
L’inventaire des zones naturelles d'intérêt écologique, faunistique et floristique (ZNIEFF) a pour objectif de réaliser une couverture des zones les plus intéressantes sur le plan écologique, essentiellement dans la perspective d’améliorer la connaissance du patrimoine naturel national et de fournir aux différents décideurs un outil d’aide à la prise en compte de l’environnement dans l’aménagement du territoire.
Deux ZNIEFF de type 1 sont recensées sur la commune :
le « bois de la Crambe » (123 ha), couvrant 2 communes du département, et 
le « ruisseau de la Tessone, bois et lac » (135 ha), couvrant 6 communes du département
et une ZNIEFF de type 2, : 
le « cours de la Gimone et de la Marcaoue » (3 085 ha), couvrant 60 communes dont cinq dans la Haute-Garonne, 37 dans le Gers, une dans les Hautes-Pyrénées et 17 dans le Tarn-et-Garonne.

Carte des ZNIEFF de type 1 et 2 à Beaumont-de-Lomagne.
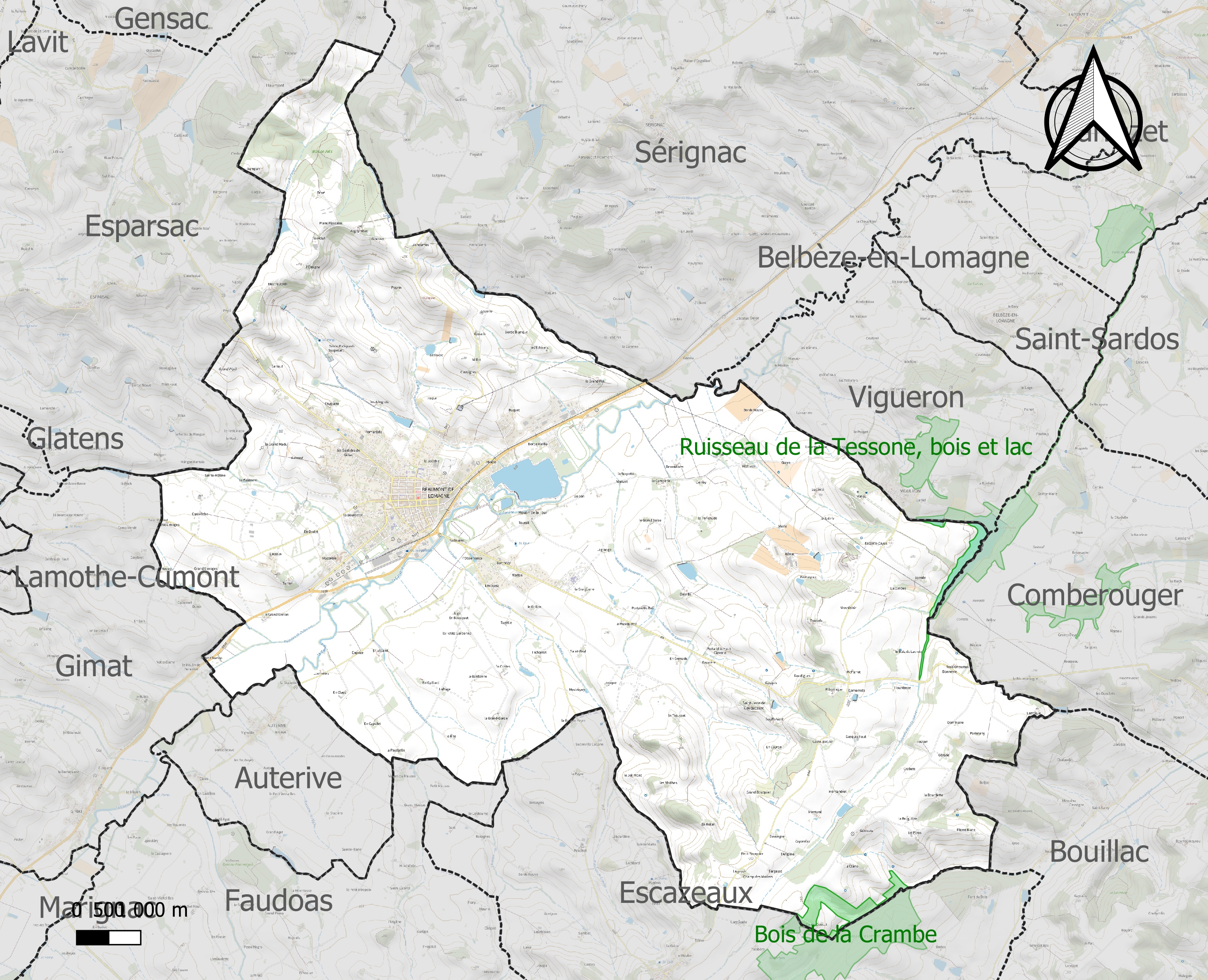
Carte des ZNIEFF de type 1 sur la commune.
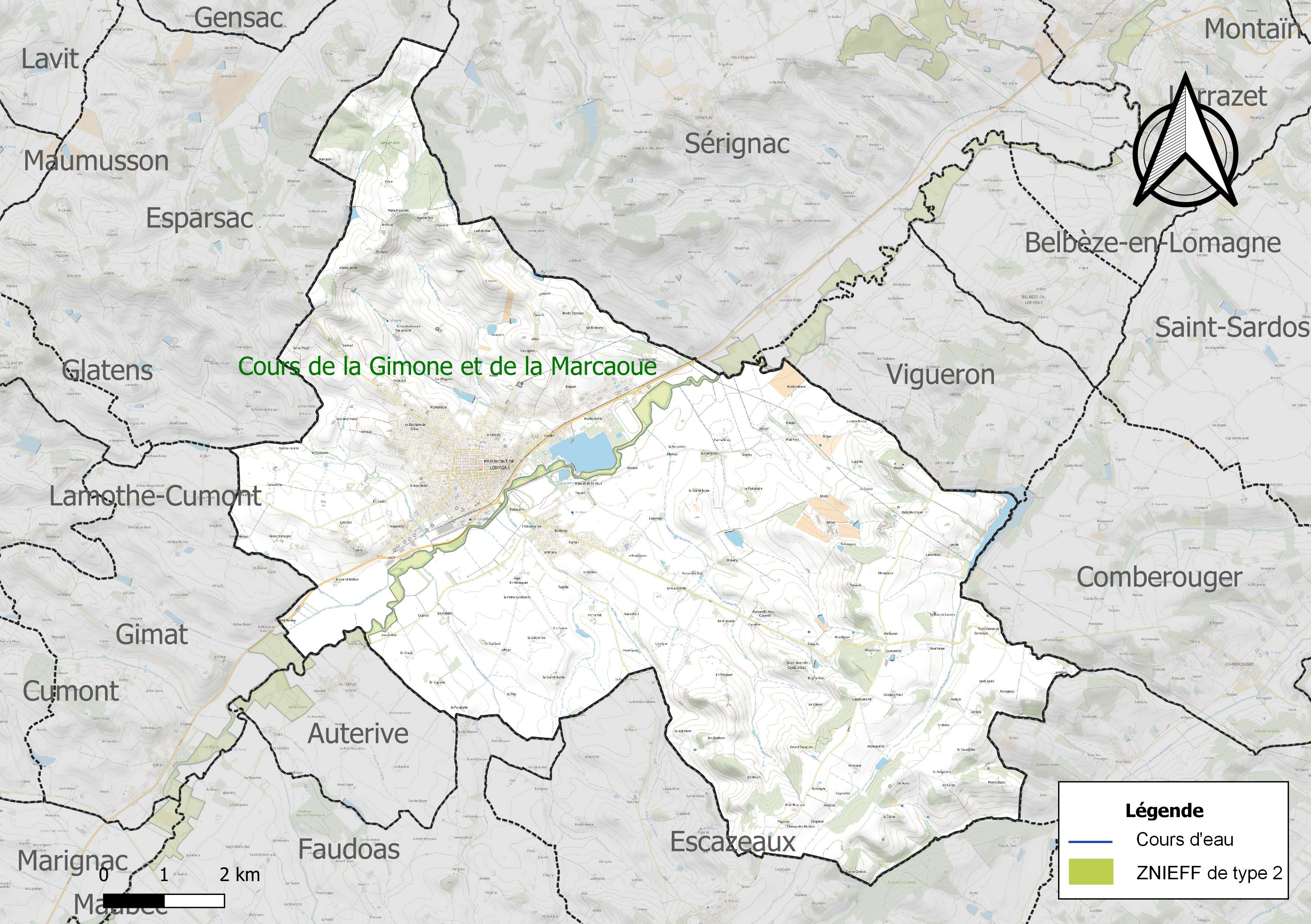
Carte de la ZNIEFF de type 2 sur la commune.

## Urbanisme

### Typologie
Au 1er janvier 2024, Beaumont-de-Lomagne est catégorisée bourg rural, selon la nouvelle grille communale de densité à sept niveaux définie par l'Insee en 2022.
Elle appartient à l'unité urbaine de Beaumont-de-Lomagne, une unité urbaine monocommunale constituant une ville isolée,. Par ailleurs la commune fait partie de l'aire d'attraction de Beaumont-de-Lomagne, dont elle est la commune-centre,. Cette aire, qui regroupe 11 communes, est catégorisée dans les aires de moins de 50 000 habitants,.

### Occupation des sols
L'occupation des sols de la commune, telle qu'elle ressort de la base de données européenne d’occupation biophysique des sols Corine Land Cover (CLC), est marquée par l'importance des territoires agricoles (89 % en 2018), en diminution par rapport à 1990 (91,5 %). La répartition détaillée en 2018 est la suivante : 
terres arables (84,3 %), zones urbanisées (5,2 %), zones agricoles hétérogènes (4,7 %), forêts (3,1 %), zones industrielles ou commerciales et réseaux de communication (1 %), eaux continentales (0,9 %), espaces verts artificialisés, non agricoles (0,7 %). L'évolution de l’occupation des sols de la commune et de ses infrastructures peut être observée sur les différentes représentations cartographiques du territoire : la carte de Cassini (XVIIIe siècle), la carte d'état-major (1820-1866) et les cartes ou photos aériennes de l'IGN pour la période actuelle (1950 à aujourd'hui).

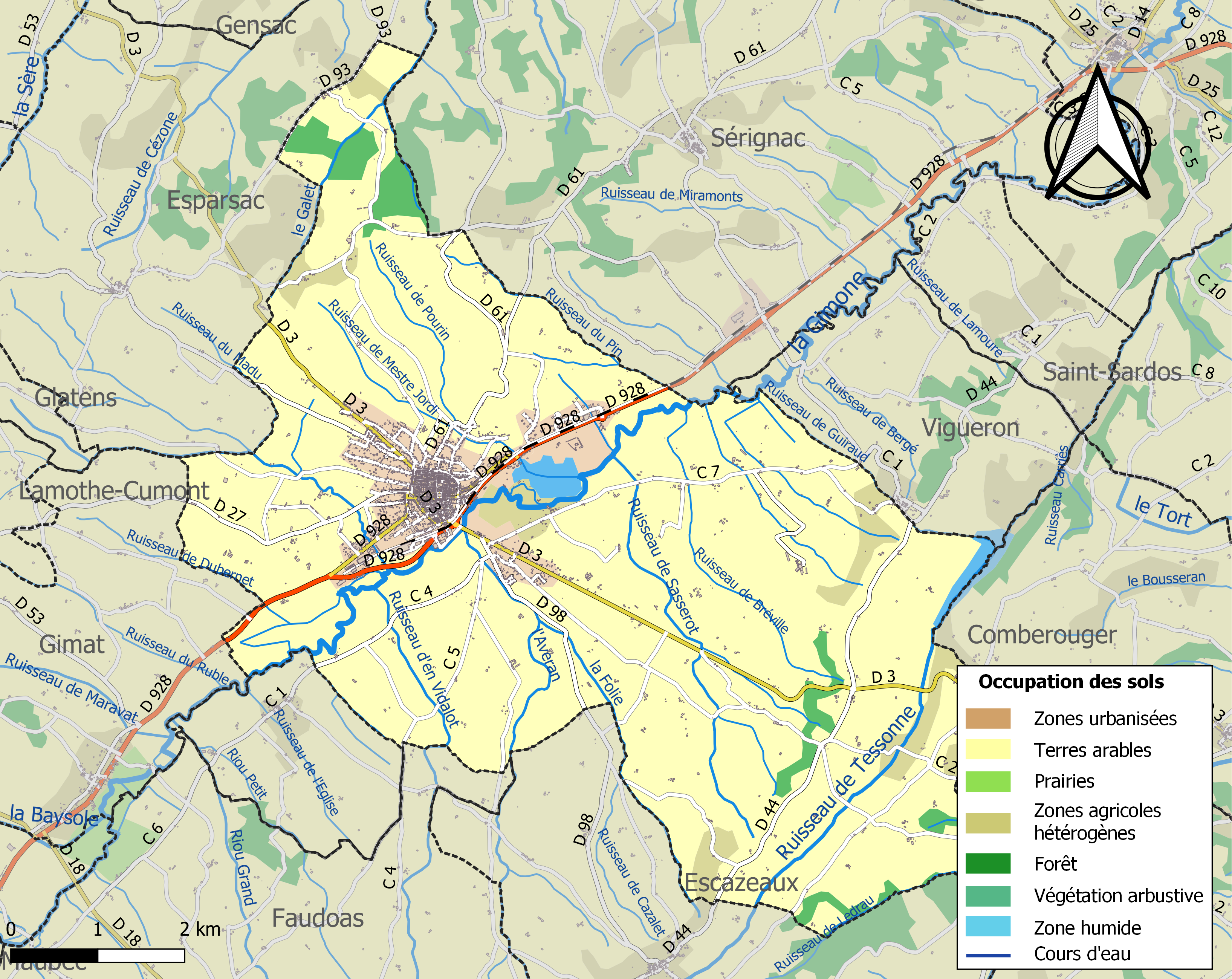
Carte des infrastructures et de l'occupation des sols de la commune en 2018 (CLC).

### Voies de communication et transports
Elle se trouve au carrefour de la RD 928 de Montauban à Auch (ancienne route nationale 128 déclassée) et de la RD 3.
La ligne 849 du réseau liO relie le centre de la commune à la gare de Dieupentale, en correspondance avec des TER Occitanie vers Toulouse et Montauban, et la ligne 933 relie la commune à Montauban ou Auch.
Les gares les plus proches de la commune sont la gare de Castelsarrasin ou la gare de Montauban-Ville-Bourbon. Pour le fret, la gare de Beaumont-de-Lomagne sur la ligne de Castelsarrasin à Beaumont-de-Lomagne dessert la commune.
L'aéroport le plus proche est l'aéroport de Toulouse-Blagnac.

### Risques majeurs
Le territoire de la commune de Beaumont-de-Lomagne est vulnérable à différents aléas naturels : météorologiques (tempête, orage, neige, grand froid, canicule ou sécheresse), inondations, mouvements de terrains et séisme (sismicité très faible). Il est également exposé à deux risques technologiques, le transport de matières dangereuses et la rupture d'un barrage. Un site publié par le BRGM permet d'évaluer simplement et rapidement les risques d'un bien localisé soit par son adresse soit par le numéro de sa parcelle.

#### Risques naturels
Certaines parties du territoire communal sont susceptibles d’être affectées par le risque d’inondation par débordement de cours d'eau, notamment la Gimone et le ruisseau de Tessonne. La cartographie des zones inondables en ex-Midi-Pyrénées réalisée dans le cadre du XIe Contrat de plan État-région, visant à informer les citoyens et les décideurs sur le risque d’inondation, est accessible sur le site de la DREAL Occitanie. La commune a été reconnue en état de catastrophe naturelle au titre des dommages causés par les inondations et coulées de boue survenues en 1982, 1983, 1993, 1996, 1999, 2003, 2013, 2014 et 2021,.
Beaumont-de-Lomagne est exposée au risque de feu de forêt. Le département de Tarn-et-Garonne présentant toutefois globalement un niveau d’aléa moyen à faible très localisé, aucun Plan départemental de protection des forêts contre les risques d’incendie de forêt (PFCIF) n'a été élaboré. Le débroussaillement aux abords des maisons constitue l’une des meilleures protections pour les particuliers contre le feu,.

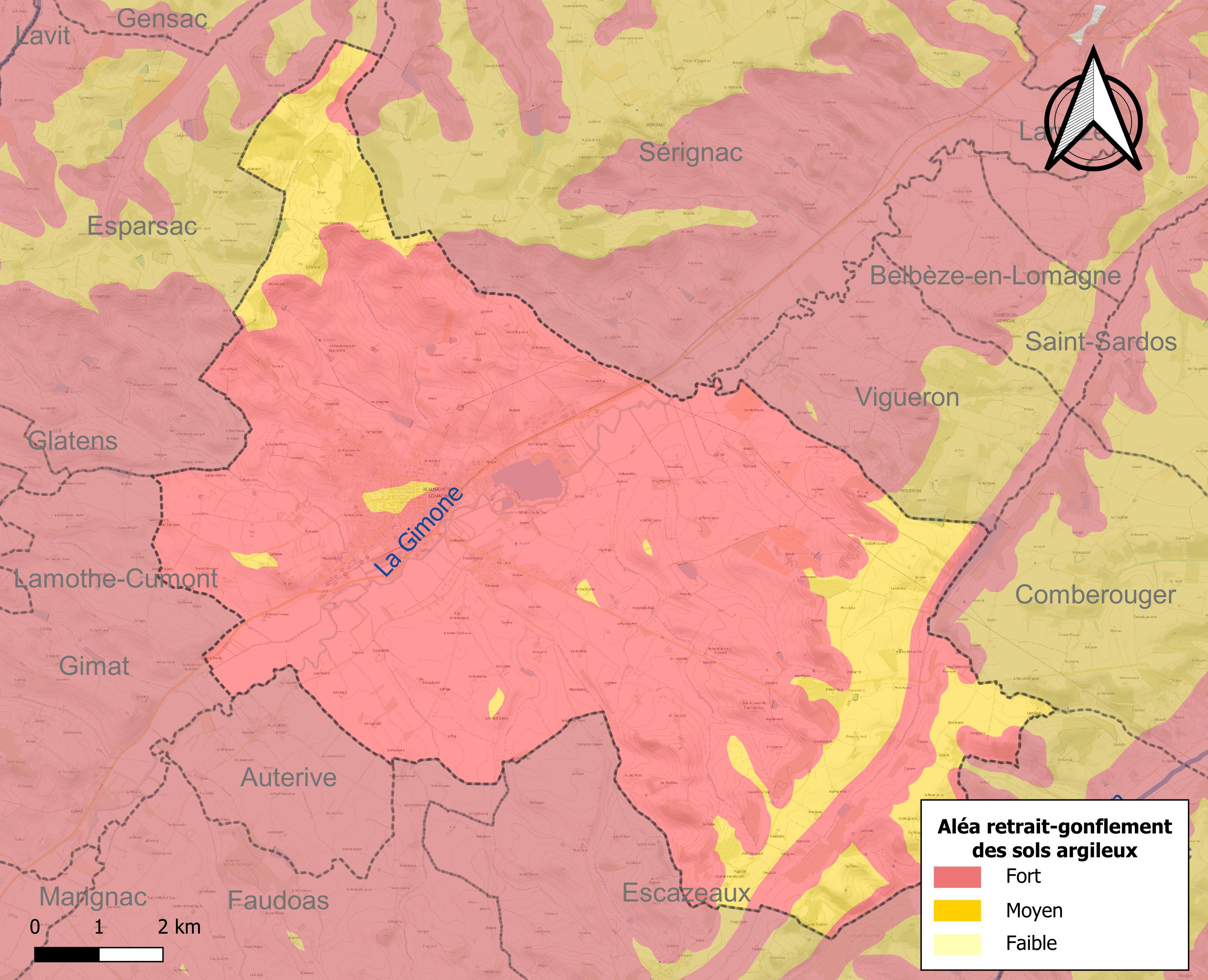
Carte des zones d'aléa retrait-gonflement des sols argileux de Beaumont-de-Lomagne.

Les mouvements de terrains susceptibles de se produire sur la commune sont des tassements différentiels.
Le retrait-gonflement des sols argileux est susceptible d'engendrer des dommages importants aux bâtiments en cas d’alternance de périodes de sécheresse et de pluie. La totalité de la commune est en aléa moyen ou fort (92 % au niveau départemental et 48,5 % au niveau national). Sur les 1 726 bâtiments dénombrés sur la commune en 2019, 1 726 sont en aléa moyen ou fort, soit 100 %, à comparer aux 96 % au niveau départemental et 54 % au niveau national. Une cartographie de l'exposition du territoire national au retrait gonflement des sols argileux est disponible sur le site du BRGM,.
Par ailleurs, afin de mieux appréhender le risque d’affaissement de terrain, l'inventaire national des cavités souterraines permet de localiser celles situées sur la commune.
Concernant les mouvements de terrains, la commune a été reconnue en état de catastrophe naturelle au titre des dommages causés par la sécheresse en 1989, 1991, 1995, 1998, 2002, 2003 et 2009 et par des mouvements de terrain en 1999.

#### Risques technologiques
Le risque de transport de matières dangereuses sur la commune est lié à sa traversée par des infrastructures routières ou ferroviaires importantes ou la présence d'une canalisation de transport d'hydrocarbures. Un accident se produisant sur de telles infrastructures est susceptible d’avoir des effets graves sur les biens, les personnes ou l'environnement, selon la nature du matériau transporté. Des dispositions d’urbanisme peuvent être préconisées en conséquence.
La commune est en outre située en aval du barrage de la Gimone, un ouvrage de classe A  situé dans les départements de Haute-Garonne et du Gers sur la rivière Gimone et disposant d'une retenue de 25 millions de mètres cubes. À ce titre elle est susceptible d’être touchée par l’onde de submersion consécutive à la rupture d'un de ces ouvrages.

## Histoire
Beaumont-de-Lomagne, bastide fondée en 1276 à la suite de l’acte de paréage entre l’abbaye de Grandselve et le roi Philippe le Hardi représenté par son sénéchal de Toulouse, Eustache de Beaumarchès, se voit octroyer en 1278 une charte de coutumes très libérale pour l’époque qui définit les droits et les devoirs de ses habitants.
En 1280 commence à s’élever la vaste église à chevet plat trahissant l’influence de Cîtaux. Le clocher, réalisé au XVe siècle, ressemble à celui de Saint-Sernin, à Toulouse.
La halle de Beaumont-de-Lomagne, au centre de la place, est destinée à abriter le marché du samedi. La construction de l’église se termine vers 1430 et l'évêque de Montauban, chassé de cette ville par les Anglais, en fait sa cathédrale jusqu’en 1432.
Le XIVe siècle est marqué par le début de la guerre de Cent Ans. Prise par les Anglais en 1345, Beaumont est délivrée en 1350 mais continue à subir les pillages des routiers  et la guerre civile due à l’opposition de deux chefs militaires : le comte de Foix et Jean d'Armagnac. Le siècle se termine par une épidémie de peste qui fait 500 morts.
Beaumont, cité catholique, était entourée par trois villes protestantes : Montauban, Mas-Grenier et Mauvezin. En 1577, Henri III vendit Beaumont à Henri III de Navarre (futur Henri IV), chef des protestants dont une troupe venait de massacrer une centaine de beaumontois.
En décembre 1580, six-cents mercenaires de Montauban, démobilisés, prirent Beaumont et y restèrent deux mois, causant beaucoup de dégâts. La paix revenue, beaucoup de Beaumontois avaient adopté les idées de tolérance d’Henri IV.
Au XVIIe siècle, Louis XIII fait assiéger plusieurs villes du Sud-Ouest dont Beaumont. Le « Château du Roi » est détruit par décret royal. En 1639 Louis XIII vend Beaumont au prince de Condé.
Pendant la minorité de Louis XIV, l’un des chefs de la Fronde étant Arnaud de Conti, vicomte de Beaumont, la ville est occupée en 1651 par les troupes des princes rebelles. Sans combat, Beaumont finit pourtant ruinée et doit payer une lourde amende de 15 000 livres, qui est avancée par M. Fermat, M. de Toureil et Jean-Georges de Saliné, seigneur de Roujos, capitoul de la Dalbade à Toulouse en 1644 et en 1654, né à Beaumont en 1597, décédé à Beaumont en 1689 (fonds Saliné archives du Gers). Une terrible épidémie de peste s'ensuit.
En 1702, la ville ne compte que 2 400 habitants. Avec la période de paix, elle entreprend différents travaux et redevient prospère.
En 1777, les remparts sont détruits. Le passé guerrier de Beaumont n’est plus qu’un souvenir. Après avoir envoyé un délégué aux États Généraux, Beaumont crée un club révolutionnaire.
À partir de 1790, la ville fait partie du département de Haute-Garonne et se voit écartée au profit de Grenade, sa voisine et rivale, de la fonction de chef-lieu de district.
En 1808, à la suite du nouveau découpage des départements par Napoléon Ier, Beaumont est désormais en Tarn-et-Garonne.
Pendant la Deuxième Guerre mondiale, la ville était située dans la zone libre. Le 29 janvier 1943, la Gestapo y arrêta le commissaire de police et résistant Jean Philippe.
De nos jours, si l’importance des grandes foires a décru, Beaumont demeure un marché agricole important grâce à la culture de l’ail.
De son passé qui ne fut pas sans gloire, elle garde la mémoire grâce à ses vieux édifices : l’église, semi-forteresse dont la masse imposante domine la ville, la grande halle à l’importante charpente ainsi qu’une quinzaine d’hôtels particuliers dont la majorité date de la période allant du XVIIe au XIXe siècle.

### Héraldique
| Beaumont-de-Lomagne | Son blasonnement est : D'or au mont d'azur sommé d'un saule de sept branches sans feuilles de sinople, au chef aussi d'azur chargé de trois fleurs de lys du champ. |

## Politique et administration

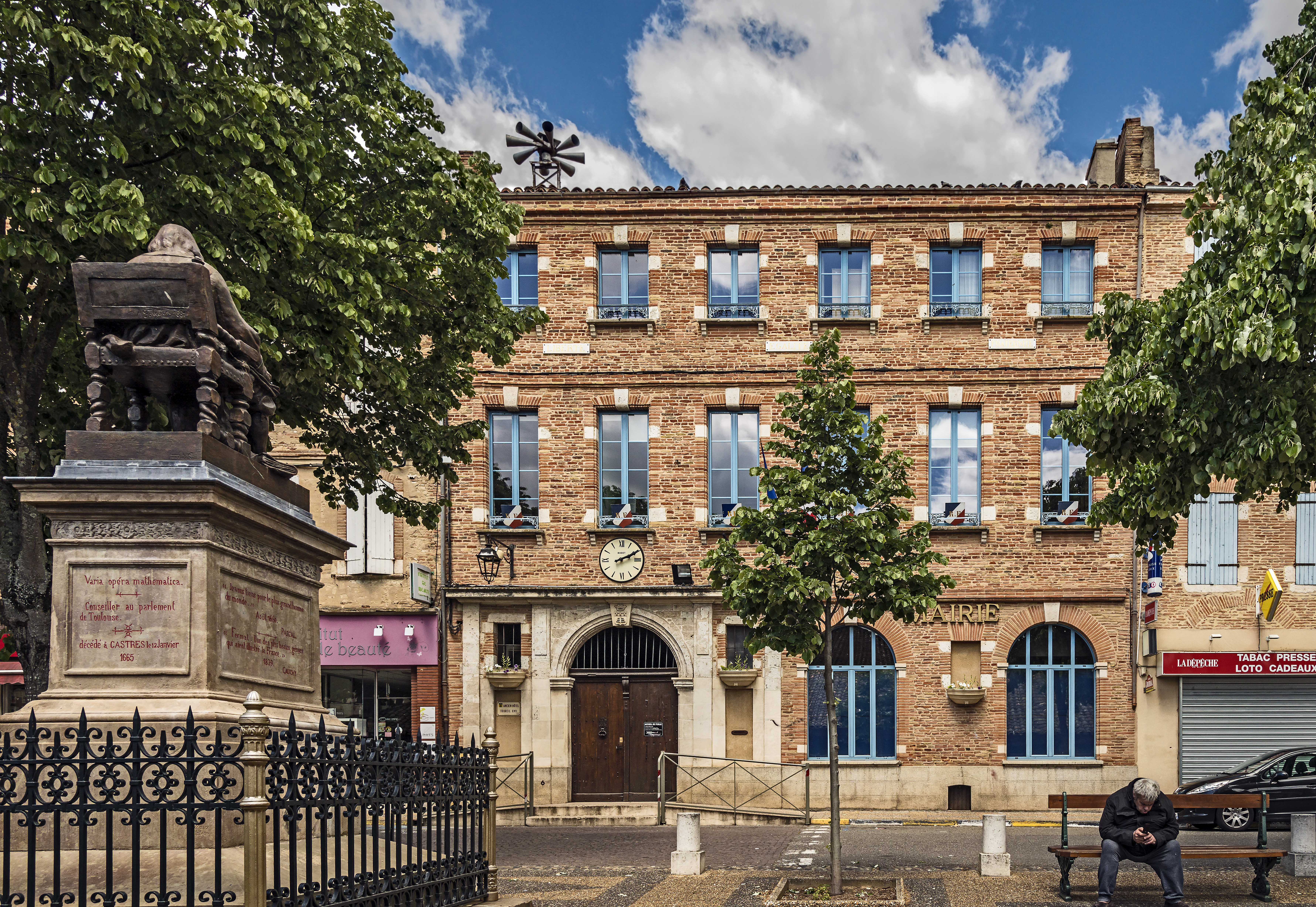
La mairie.

### Administration municipale
Le nombre d'habitants au recensement de 2011 étant compris entre 3 500 habitants et 4 999 habitants au dernier recensement, le nombre de membres du conseil municipal est de vingt sept,.

### Liste des maires
| Période                                  | Période   | Identité          | Étiquette    | Qualité |
| ---------------------------------------- | --------- | ----------------- | ------------ | --- |
| 1896                                     | 1912      | Jean Bedouch      |              | |
| 1912                                     | 1924      | Marc Frayssinet   | PRS          | Député |
| 1924                                     | 1929      | Paul Gesse        |              | |
| 1929                                     | 1941      | Léon Laurent      |              | |
| 1941                                     | 1944      | Marc Frayssinet   |              | |
| 1944                                     | 1948      | Léon Laurent      |              | |
| 1948                                     | 1959      | Irénée Sartre     |              | |
| mars 1959                                | mai 1959  | Auguste Seris     |              | |
| mai 1959                                 | mars 1971 | Paul Suquet       |              | |
| mars 1971                                | 1986      | Henri Daudignon   | PS           | |
| 1986                                     | mars 2001 | Pierre Calvignac  | PS           | Professeur |
| mars 2001                                | mars 2008 | Faustin Llido     | RPR puis UMP | Médecin Conseiller général du canton de Beaumont-de-Lomagne (1998 → 2004) |
| mars 2008                                | En cours  | Jean-Luc Deprince | PRG-MRSL     | Agriculteur Conseiller général (2011 → 2015) puis départemental du Canton de Beaumont-de-Lomagne (2015 → ) Vice-président de la CC de la Lomagne Tarn-et-Garonnaise Président de la fédération départementale du PRG (jusqu'en 2021) |
| Les données manquantes sont à compléter. |           |                   |              | |

## Démographie
L'évolution du nombre d'habitants est connue à travers les recensements de la population effectués dans la commune depuis 1793. Pour les communes de moins de 10 000 habitants, une enquête de recensement portant sur toute la population est réalisée tous les cinq ans, les populations de référence des années intermédiaires étant quant à elles estimées par interpolation ou extrapolation. Pour la commune, le premier recensement exhaustif entrant dans le cadre du nouveau dispositif a été réalisé en 2004.

En 2022, la commune comptait 3 754 habitants, en évolution de +0,03 % par rapport à 2016 (Tarn-et-Garonne : +3,12 %, France hors Mayotte : +2,11 %).
| 1793  | 1800  | 1806  | 1821  | 1831  | 1836  | 1841  | 1846  | 1851  |
| ----- | ----- | ----- | ----- | ----- | ----- | ----- | ----- | ----- |
| 3 700 | 3 713 | 3 412 | 3 770 | 4 130 | 4 211 | 4 112 | 4 164 | 4 176 |

| 1856  | 1861  | 1866  | 1872  | 1876  | 1881  | 1886  | 1891  | 1896  |
| ----- | ----- | ----- | ----- | ----- | ----- | ----- | ----- | ----- |
| 4 285 | 4 300 | 4 456 | 4 344 | 4 513 | 4 371 | 4 199 | 4 040 | 3 859 |

| 1901  | 1906  | 1911  | 1921  | 1926  | 1931  | 1936  | 1946  | 1954  |
| ----- | ----- | ----- | ----- | ----- | ----- | ----- | ----- | ----- |
| 3 732 | 3 494 | 3 577 | 3 093 | 3 242 | 3 062 | 3 066 | 3 183 | 3 469 |

| 1962  | 1968  | 1975  | 1982  | 1990  | 1999  | 2006  | 2009  | 2014  |
| ----- | ----- | ----- | ----- | ----- | ----- | ----- | ----- | ----- |
| 3 486 | 3 629 | 3 625 | 3 579 | 3 488 | 3 690 | 3 691 | 3 809 | 3 746 |

| 2019  | 2022  | - | - | - | - | - | - | - |
| ----- | ----- | - | - | - | - | - | - | - |
| 3 773 | 3 754 | - | - | - | - | - | - | - |

| selon la population municipale des années : | 1968 | 1975 | 1982 | 1990 | 1999 | 2006 | 2009 | 2013 |
| Rang de la commune dans le département      | 6    | 6    | 6    | 6    | 6    | 9    | 9    | 10   |
| Nombre de communes du département           | 195  | 195  | 195  | 195  | 195  | 195  | 195  | 195  |

## Économie

### Revenus
En 2018, la commune compte 1 630 ménages fiscaux, regroupant 3 529 personnes. La médiane du revenu disponible par unité de consommation est de 18 990 € (20 140 € dans le département). 37 % des ménages fiscaux sont imposés (42,6 % dans le département).

### Emploi
|                | 2008  | 2013   | 2018   |
| -------------- | ----- | ------ | ------ |
| Commune        | 9,1 % | 10 %   | 10,3 % |
| Département    | 8,4 % | 10,2 % | 10,3 % |
| France entière | 8,3 % | 10 %   | 10 %   |

En 2018, la population âgée de 15 à 64 ans s'élève à 2 076 personnes, parmi lesquelles on compte 71,4 % d'actifs (61,2 % ayant un emploi et 10,3 % de chômeurs) et 28,6 % d'inactifs,. Depuis 2008, le taux de chômage communal (au sens du recensement) des 15-64 ans est supérieur à celui de la France et du département.
La commune est la commune-centre de l'aire d'attraction de Beaumont-de-Lomagne,. Elle compte 1 739 emplois en 2018, contre 1 698 en 2013 et 1 801 en 2008. Le nombre d'actifs ayant un emploi résidant dans la commune est de 1 303, soit un indicateur de concentration d'emploi de 133,5 % et un taux d'activité parmi les 15 ans ou plus de 47,9 %.
Sur ces 1 303 actifs de 15 ans ou plus ayant un emploi, 685 travaillent dans la commune, soit 53 % des habitants. Pour se rendre au travail, 82,2 % des habitants utilisent un véhicule personnel ou de fonction à quatre roues, 0,5 % les transports en commun, 11,6 % s'y rendent en deux-roues, à vélo ou à pied et 5,7 % n'ont pas besoin de transport (travail au domicile).

### Activités hors agriculture

#### Secteurs d'activités
364 établissements sont implantés  à Beaumont-de-Lomagne au 31 décembre 2019. Le tableau ci-dessous en détaille le nombre par secteur d'activité et compare les ratios avec ceux du département,.
| Secteur d'activité                                                                                        | Commune | Commune | Département |
| Secteur d'activité                                                                                        | Nombre  | %       | %           |
| --- | ------- | ------- | ----------- |
| Ensemble                                                                                                  | 364     | 100 %   | (100 %)     |
| Industrie manufacturière, industries extractives et autres                                                | 35      | 9,6 %   | (9,6 %)     |
| Construction                                                                                              | 31      | 8,5 %   | (14,9 %)    |
| Commerce de gros et de détail, transports, hébergement et restauration                                    | 121     | 33,2 %  | (29,7 %)    |
| Information et communication                                                                              | 1       | 0,3 %   | (1,9 %)     |
| Activités financières et d'assurance                                                                      | 13      | 3,6 %   | (3,4 %)     |
| Activités immobilières                                                                                    | 15      | 4,1 %   | (3,3 %)     |
| Activités spécialisées, scientifiques et techniques et activités de services administratifs et de soutien | 47      | 12,9 %  | (14,1 %)    |
| Administration publique, enseignement, santé humaine et action sociale                                    | 61      | 16,8 %  | (13,6 %)    |
| Autres activités de services                                                                              | 40      | 11 %    | (9,3 %)     |

Le secteur du commerce de gros et de détail, des transports, de l'hébergement et de la restauration est prépondérant sur la commune puisqu'il représente 33,2 % du nombre total d'établissements de la commune (121 sur les 364 entreprises implantées  à Beaumont-de-Lomagne), contre 29,7 % au niveau départemental.

#### Entreprises et commerces
Les cinq entreprises ayant leur siège social sur le territoire communal qui génèrent le plus de chiffre d'affaires en 2020 sont : 
- Jardins Du Midi, commerce de gros (commerce interentreprises) de fruits et légumes (44 929 k€)
- Top Alliance, commerce de gros (commerce interentreprises) de fruits et légumes (34 588 k€)
- Ivy D'or, commerce de gros (commerce interentreprises) de fruits et légumes (25 993 k€)
- Condifrance, commerce de gros (commerce interentreprises) de fruits et légumes (12 694 k€)
- Ligne Directe Production, commerce de gros (commerce interentreprises) de fruits et légumes (7 571 k€)

L'artisanat ainsi que le commerce y sont bien représentés.

### Agriculture
La commune est dans la Lomagne, une petite région agricole située dans le sud-ouest du département de Tarn-et-Garonne. En 2020, l'orientation technico-économique de l'agriculture  sur la commune est la polyculture et/ou le polyélevage.
|               | 1988  | 2000  | 2010  | 2020  |
| ------------- | ----- | ----- | ----- | ----- |
| Exploitations | 115   | 95    | 59    | 55    |
| SAU (ha)      | 3 933 | 3 642 | 3 763 | 3 896 |

Le nombre d'exploitations agricoles en activité et ayant leur siège dans la commune est passé de 115 lors du recensement agricole de 1988  à 95 en 2000 puis à 59 en 2010 et enfin à 55 en 2020, soit une baisse de 52 % en 32 ans. Le même mouvement est observé à l'échelle du département qui a perdu pendant cette période 57 % de ses exploitations,. La surface agricole utilisée sur la commune a également diminué, passant de 3 933 ha en 1988 à 3 896 ha en 2020. Parallèlement la surface agricole utilisée moyenne par exploitation a augmenté, passant de 34 à 71 ha.
Ail blanc de Lomagne et est orientée principalement vers la production de céréales et des oléo-protéagineux, viticulture Saint-sardos (AOVDQS), élevage du cheval de race trotteur français.

## Vie locale

### Santé
La commune possède un centre communal d'action sociale, deux maison de retraite, un EHPAD, un laboratoire d'analyse médicale, un service d'ambulances, des infirmiers, des sages-femmes, des médecins généralistes, des professionnels de la rééducation, de l'appareillage, des pédicures-podologues, des dentistes, un centre de réadaptation cardiaque.

### Enseignement
Beaumont-de-Lomagne fait partie de l'académie de Toulouse.
L'éducation est assurée sur la commune par l'école maternelle du Blanc le groupe scolaire Fermat, le collège Despeyrous, le lycée professionnel et l'Université populaire pour le secteur public et l'école Sainte-Lucile, le collège Saint-Joseph, et le lycée agricole pour le secteur privé.

### Sports
- Stade beaumontois Lomagne rugby club de rugby à XV qui évolue en Championnat de France de 3e division fédérale.
- Sport hippique avec le Grand Prix du Sud-Ouest et le Prix de Grand Selve.
- Tennis Club Beaumontois avec son tournoi open 1re quinzaine d'août.
- Volley-ball : Beaumont Lavit Lomagne Volley Club de volley-ball qui évolue en championnat régional féminin.

#### Équipement
- Hippodrome de Borde-Vieille, stade Gaston-Vivas.

### Culture et festivité
Le Musée Fermat est installé dans la maison natale du mathématicien Pierre de Fermat, fête de l'ail (chaque année en juillet), médiathèque, salle de cinéma, office de tourisme.

#### Associations
De nombreuses associations y existent, avec d'autres infrastructures qui abritent les associations (Croix-Rouge, Restos du cœur, Fermat Science etc.).

### Écologie et recyclage
La collecte et le traitement des déchets des ménages et des déchets assimilés ainsi que la protection et la mise en valeur de l'environnement se font dans le cadre de la communauté de communes de la Lomagne tarn-et-garonnaise.
Sur la commune, il existe une déchèterie (ZA de Bordevieille).

## Culture locale et patrimoine

### Lieux et monuments
- Hôtel Toureilh (XVIIe siècle), place Gambetta (actuellement la mairie) ;
- Halle du XIVe siècle et couverts sur deux côtés ;

- Statue du mathématicien Pierre de Fermat ;
- Hôtel de Fermat (1500 - 1800), 3 rue Fermat[54] (actuellement pôle touristique économique et culturel de la ville avec par exemple l'Office de tourisme de la communauté de communes et le Musée Fermat) ;
- Église Notre-Dame-de-l'Assomption. L'édifice a été classé au titre des monuments historiques en 1843[55]. Plusieurs objets sont référencés dans la base Palissy[55]. L'église est de style gothique méridional avec un clocher octogonal toulousain. Sa construction a débuté vers 1280 ;

- Presbytère (vers le XVe siècle), rue du Presbytère ;

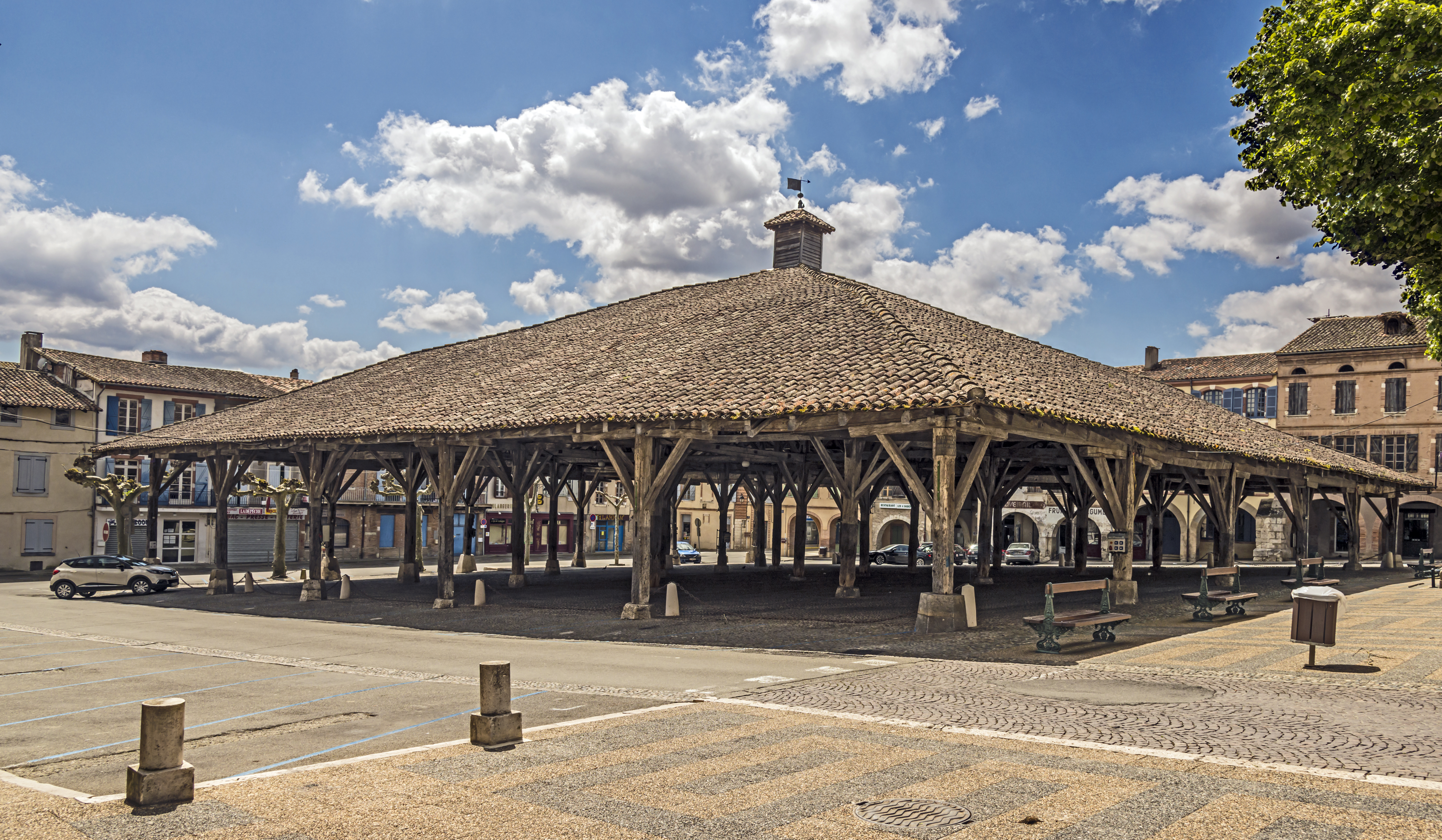
La halle du XIVe siècle.
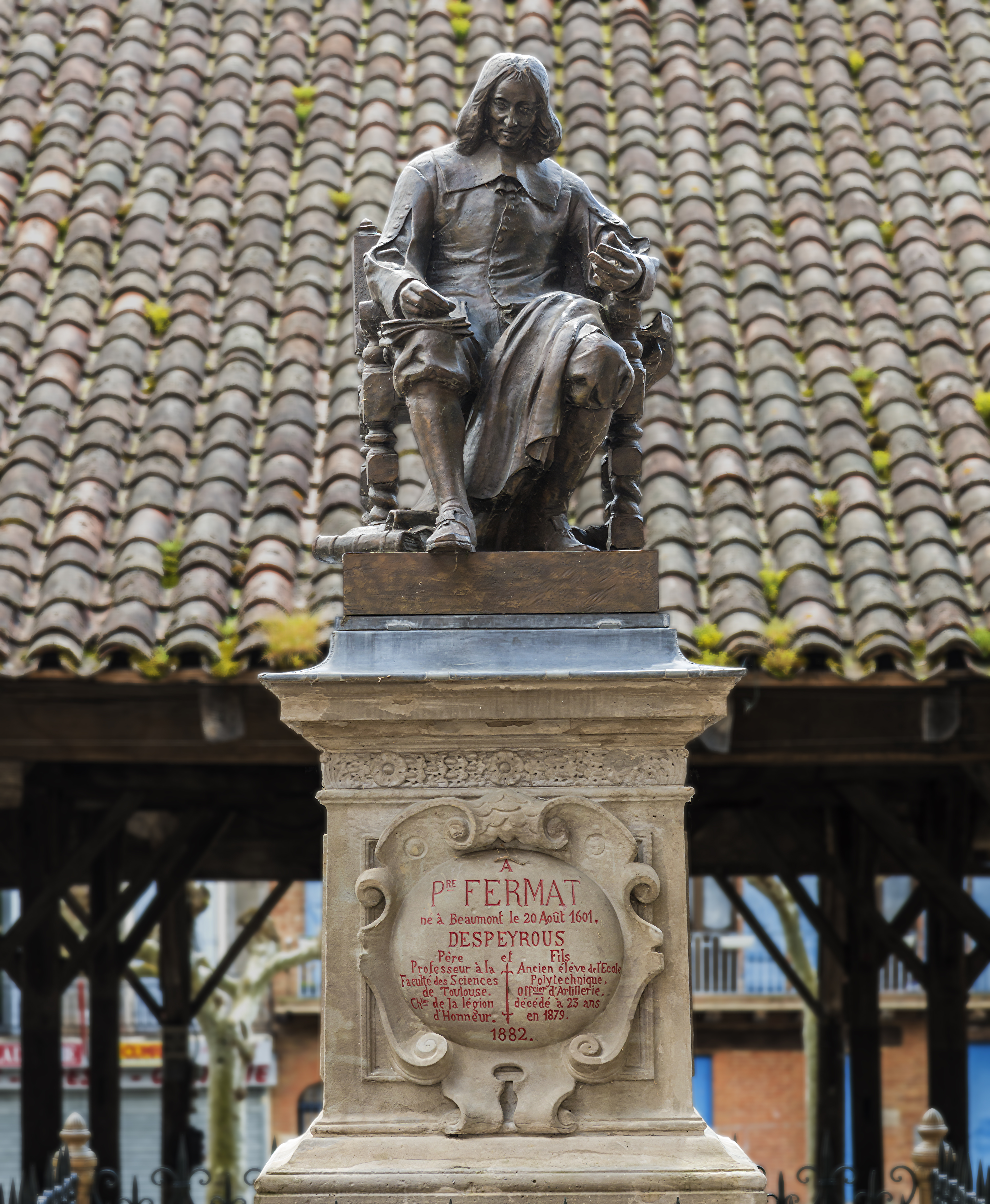
La statue de Fermat.
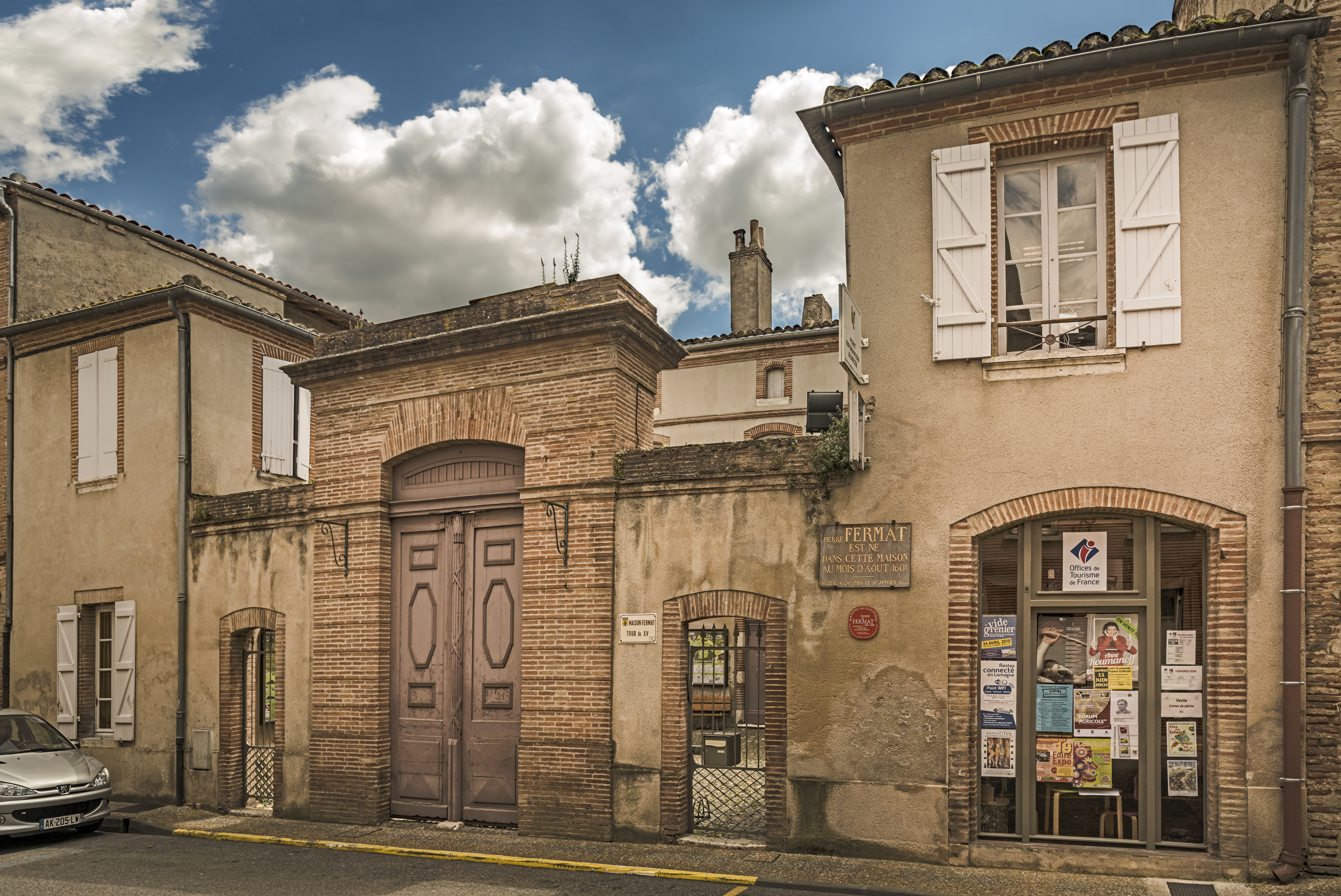
L'hôtel Fermat.
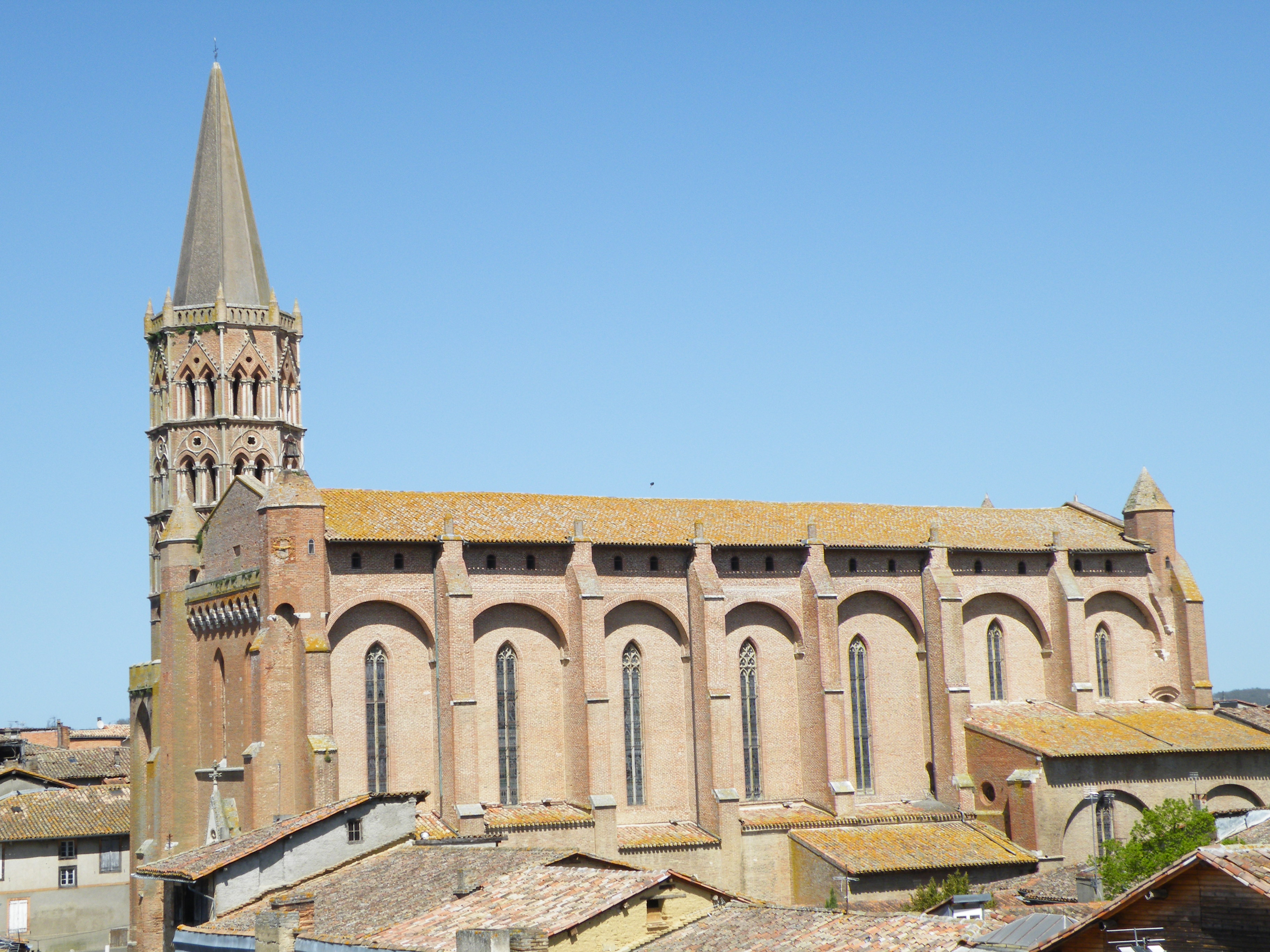
Église Notre-Dame-de-l'Assomption.
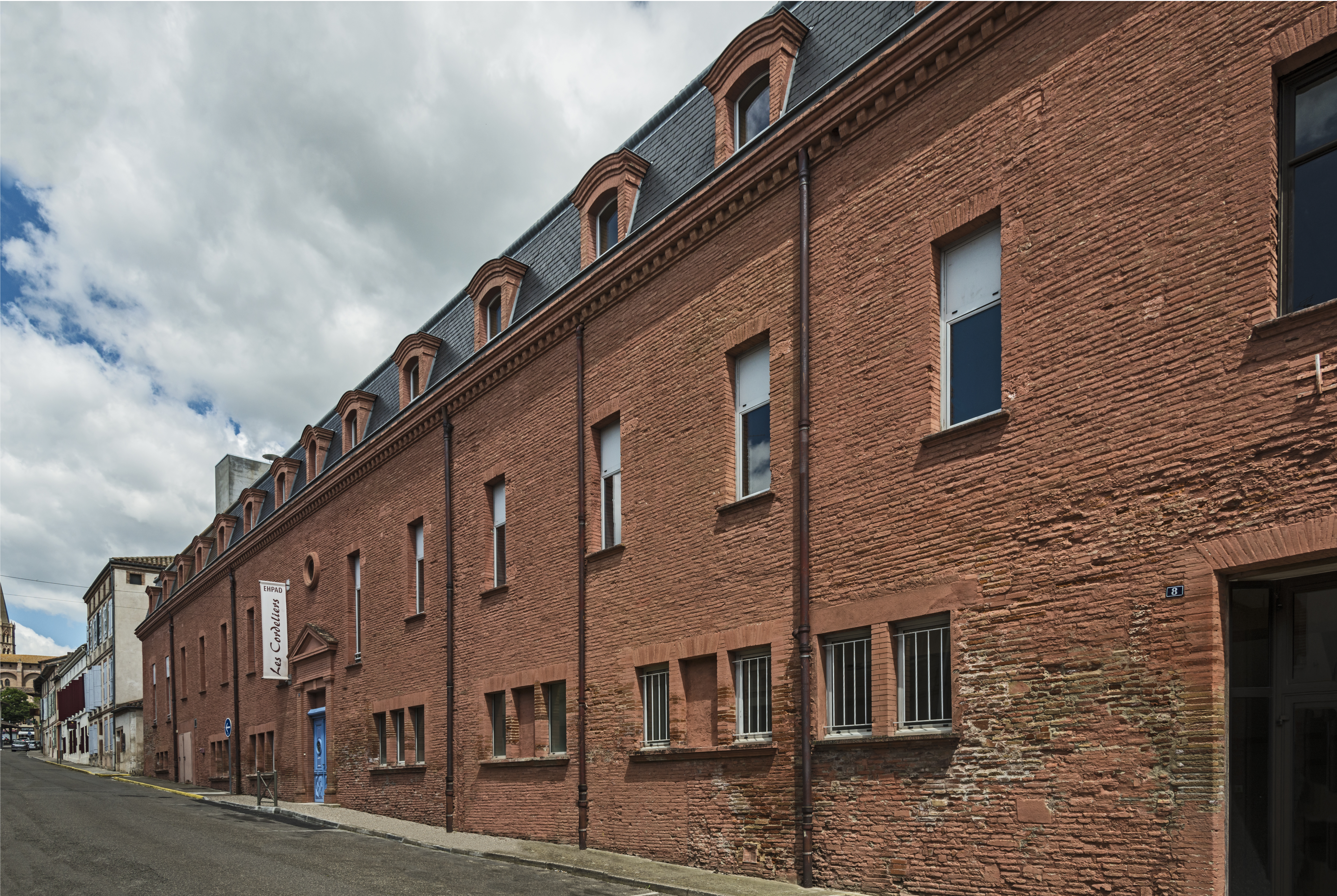
Les Cordeliers.
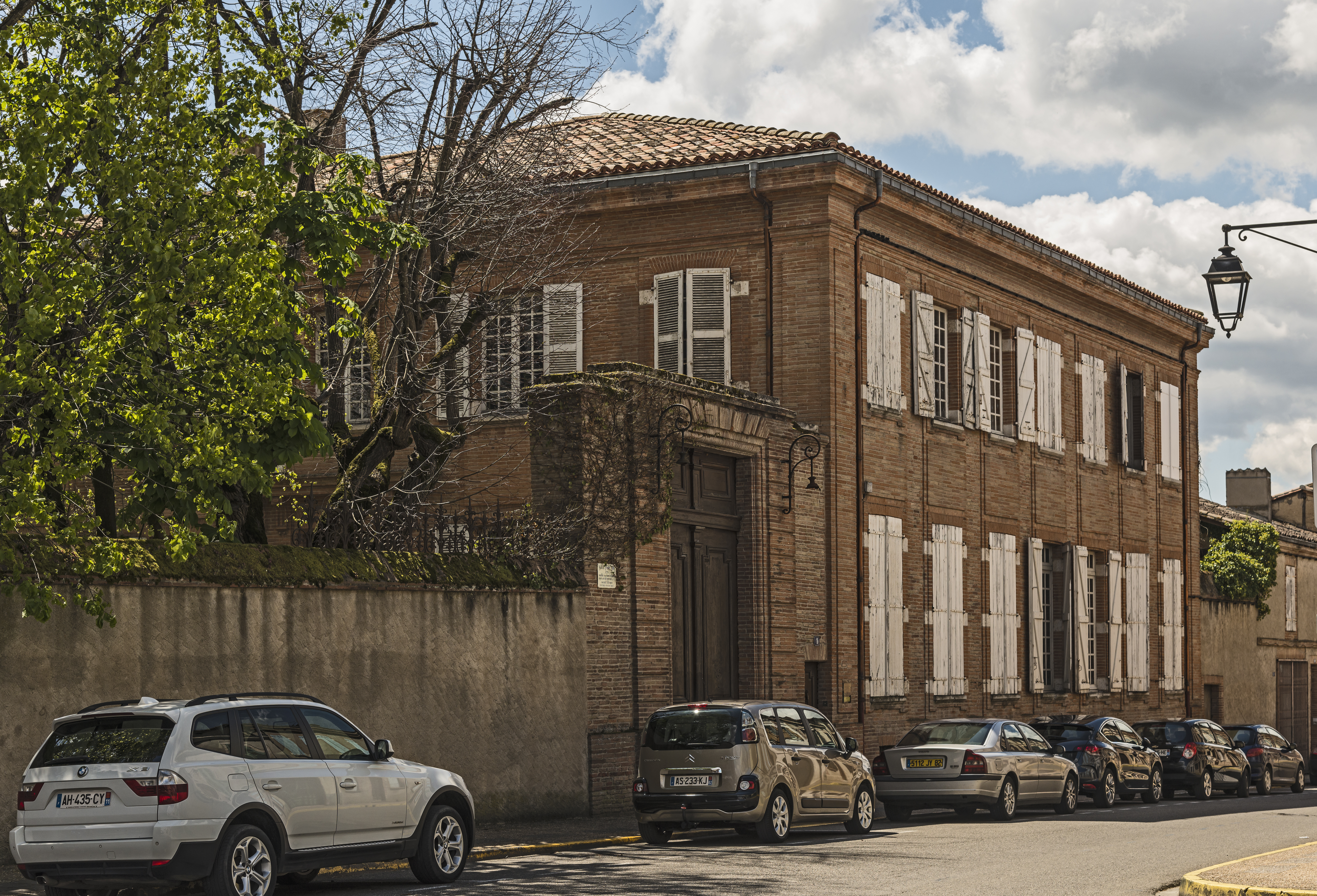
Hôtel Pierre Long.

- Maison à deux croisées du XVIe siècle, rue de l’Église ;
- Maison du Seigneur d’Argombat (ou d'Argoumbat) (XVIe siècle), rue de l’Église. Jean-Jacques de Saliné sieur d'Argombat épouse Ursule de Garaud de Vieillevigne. Il possède aussi le château d'Argombat acheté aux religieux de l'abbaye de Belleperche (abbé Frayssinet) ;
- Hôtel de Saliné puis de Ruble, rue Fermat ;
- Maison de Jean d’Armagnac, (XVe siècle), rue de la République ;
- Hôtel de Noble (XVIIIe siècle), rue de la République ;
- Hôtel Vergnes (XVIe siècle et XVIIIe siècle), rue de Lomagne ;
- Les Cordeliers, hôpital Saint-Jacques au XIIIe siècle et XIVe siècle, couvent au XVIIe siècle, 8 rue Despeyrous[56] ;
- Couvent des clarisses XVIIe siècle, rue Toureilh ;
- Hôtel Pierre Long, c. 1780-1785, 1, rue Nationale, avec une très belle façade sur le jardin, au revers[57] ;
- Hôtel aujourd’hui appelé Maison des Lumières (hôtel de Voyageurs), rue de la Font, lui aussi doté d’une impressionnante façade arrière, néoclassique et néopalladienne, s’ouvrant sur le jardin par deux étages de galeries à colonnes. Ce morceau de bravoure paraît dater de la première moitié du XIXe siècle (c. 1840 ?), mais le reste de l’édifice remonte aux XVIIe siècle et XVIIIe siècle ;
- Hôtel de François Bordes, rue Nationale ;
- Maison de François-Isidore Darquier, rue Darquier ;
- Premières maisons de Beaumont, rue Launac et rue Toureilh ;
- L'église Saint-Jean de Saint-Jean-de-Coquessac, inscrite à l'inventaire général du patrimoine culturel[58] ;
- Chapelle Notre-Dame de Beaumont-de-Lomagne ;
- Deux monuments aux  morts l'un pour les soldats tombés en 1914-1918 et 1939-1945, rond-point du 11 novembre 1918; l'autre, plus rare, honore les soldats de la guerre de 1870-1871, place Jean Moulin.

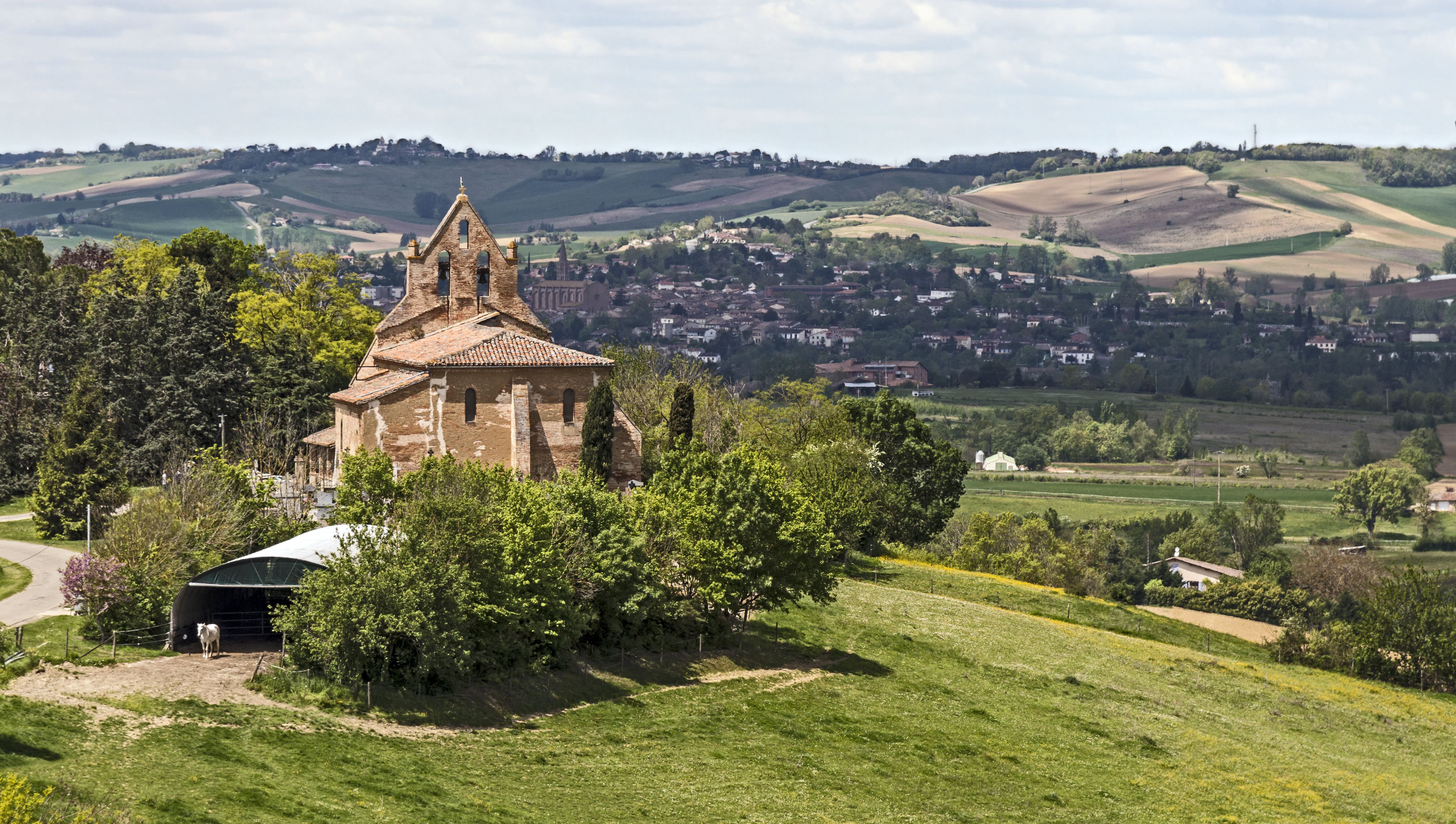
Chapelle Saint-Jean, Saint-Jean-de-Coquessac.
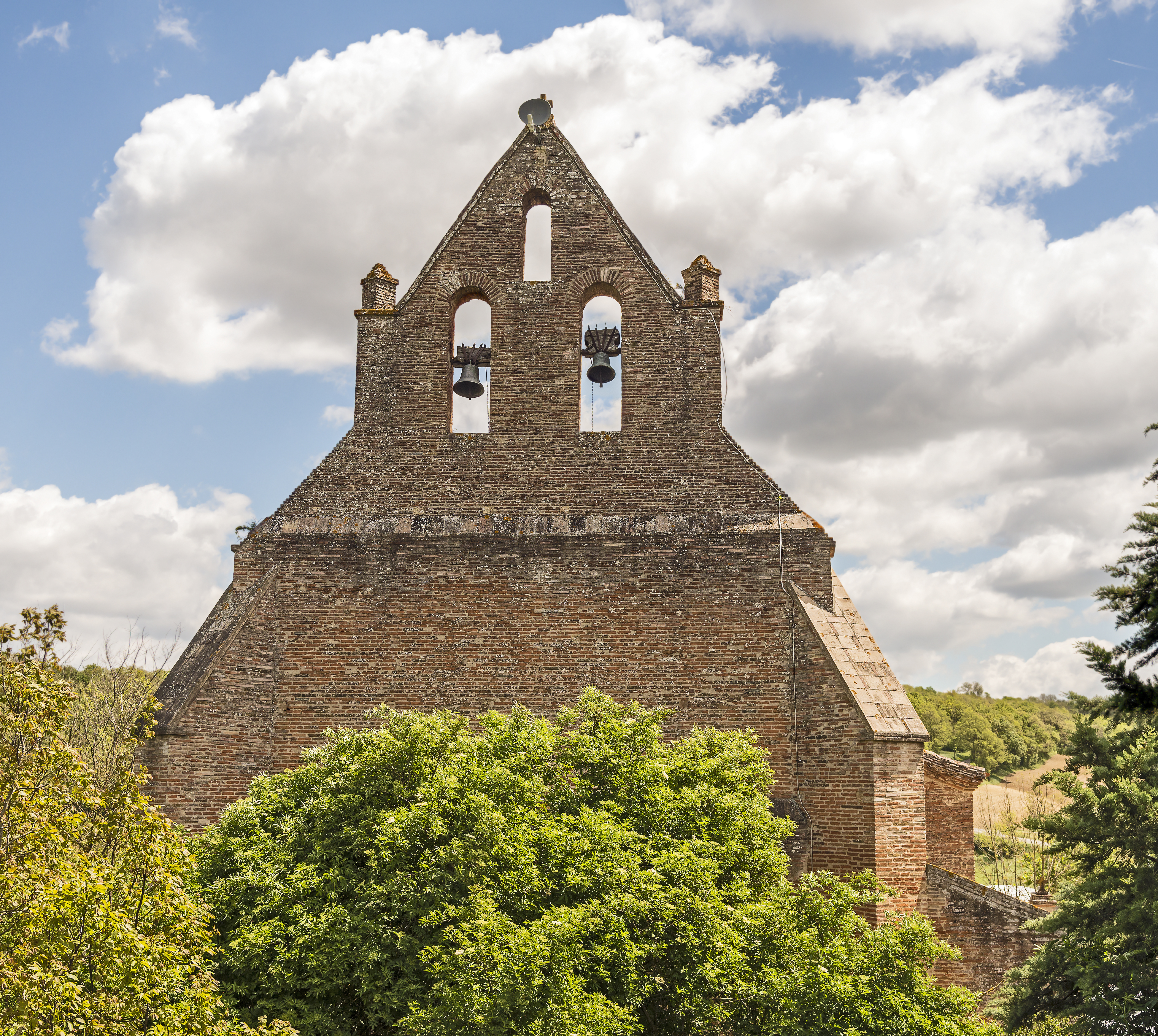
Clocher-mur de Saint-Jean-de-Coquessac.
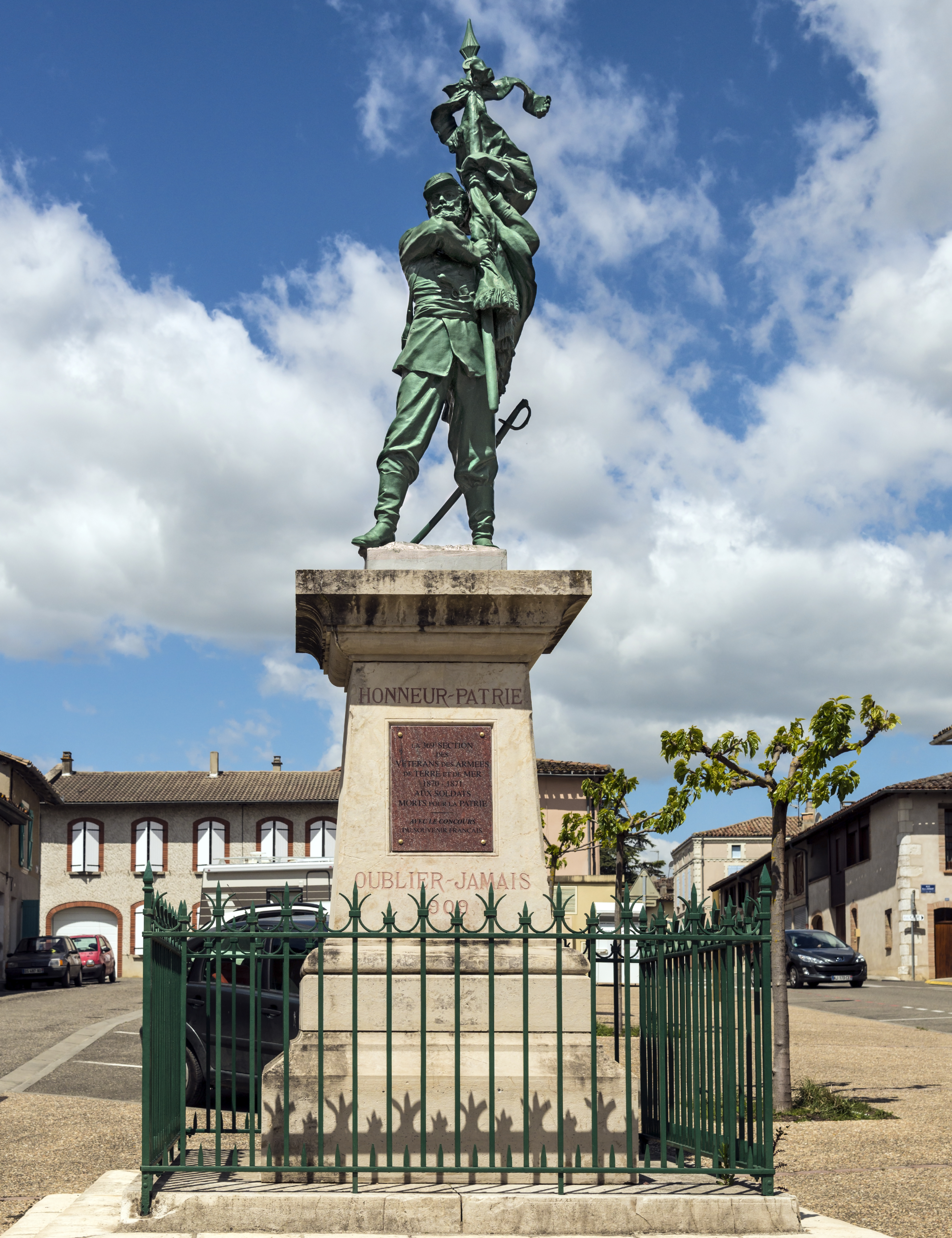
Monuments aux Morts de 1870 - 1871.
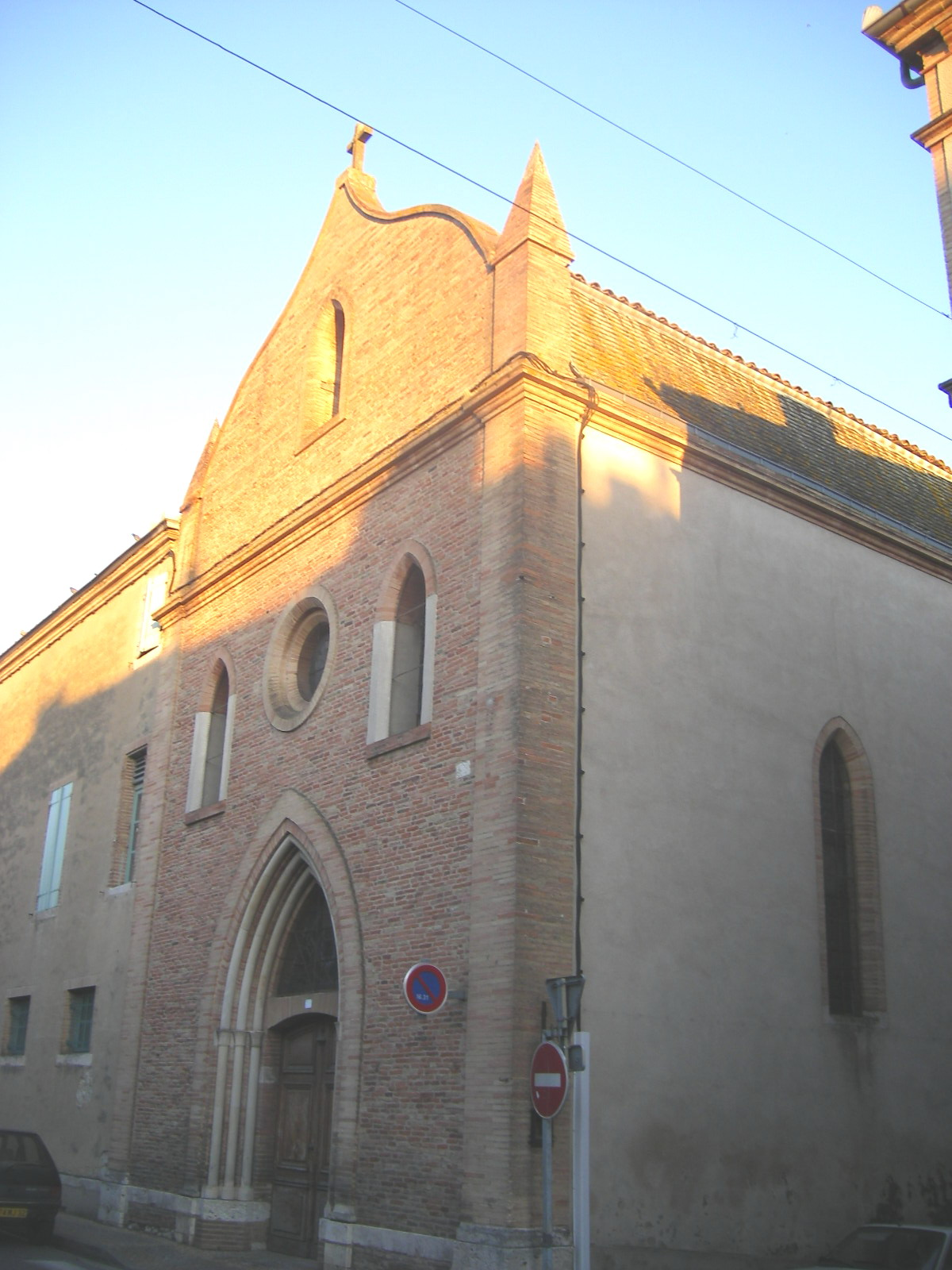
Chapelle Notre-Dame de Beaumont-de-Lomagne.

### Personnalités liées à la commune
- Jean Ier d'Armagnac, comte d'Armagnac, de Fezensac et de Rodez
- Le mathématicien Pierre de Fermat y est né entre 1601 et 1608 à l'hôtel de Fermat.
- Jean-Georges de Saliné, seigneur de Roujos, avocat, parent et ami de Pierre de Fermat (lettre de Pierre Fermat adressée à Jean-Georges de Saliné : fonds Saliné archives du Gers). Né à Beaumont-de-Lomagne, il y meurt le 2 juin 1689 à l'âge de 92 ans, il fut capitoul de la Dalbade à Toulouse en 1644 et 1654 (la plus haute marche de la fonction municipale, chef du consistoire de Toulouse ). Sa fille Claire de Saliné née à Beaumont le 12/07/1669 épouse en 1693 Jean-Bertrand de Faudoas de Séguenville. En 1720, sa petite-fille Jeanne-Paule de Faudoas de Séguenville épouse Jean-Pierre Castel, receveur des finances de Toulouse, et vend en 1757 sa métairie de Roujos au noble Zacharie Vernhes de Beaumont-de-Lomagne.
- Françoise de Saliné, née à Beaumont-de-Lomagne en 1604, fille des seigneurs d'Argombat. Elle fonda à Paris le monastère de Saint-Thomas-d'Aquin dont elle devint prieure sous le nom de Françoise des Séraphins, et où elle meurt le 19 octobre 1660.
- Pierre Long (1746-1821), homme politique né à Beaumont-de-Lomagne, député du tiers état aux États généraux de 1789.
- François-Isidore Darquier (1770-1812) : militaire français.
- Michel Montané (1799-1875), homme politique né à Beaumont, député de la Gironde de 1852 à 1857.
- Eugène Razoua (1830-1878), député de la Seine.
- L'homme politique Marc Frayssinet y est né en 1871 et y est décédé en 1949.
- Eugène Rigal (1898-1966), député de la Seine.
- Le poète Pierre Frayssinet y est né en 1904 et y est enterré.
- Victor et Firmin Thouéry, aviateurs du début du XXe siècle nés à Beaumont.
- Jean Salut, Max Barrau, Jean-Pierre Rives, Mathieu Barrau, Lionel Faure, Jean-Louis Dupont, Audrey Forlani, Thomas Bué, Maxence Biasotto, Jean-Louis Dupont : joueurs et joueuses de rugby.
- Joseph Touge, Victor et Firmin Thouéry aviateurs.
- Bernard Dorléac, mathématicien, ingénieur aéronautique.
- Alberto de Borbón

### Tradition culinaire
Soupe traditionnelle à l'ail.